# قلعه روزنبرگ
قلعه روزنبرگ (به دانمارکی: Rosenborg Slot) قلعه‌ای است با معماری رنسانس واقع در کپنهاگ دانمارک.

این قلعه سال ۱۶۰۶ توسط پادشاه کریستیان چهارم دانمارک به عنوان یک تفریحگاه سلطنتی طراحی وبنا شد. قلعه روزنبرگ که زمانی خانه تابستانی پادشاه دانمارک بوده دارای نمایی از معماری رنسانس هلندی است. این قلعه پس از سال‌ها تغییرات در سال ۱۶۲۴ میلادی به نمای کنونی رسید. معماران «هانس ون استینوینکل د یانگر» و «برتل لانگه» برنامه‌ریزی ساختاری این بنا را انجام داده‌اند.

## تاریخچه
قلعه توسط رژیم‌های دانمارکی به عنوان محل اقامت سلطنتی تا حدود ۱۷۱۰ مورد استفاده قرار گرفت. پس از سلطنت فردریک چهارم دانمارک روزنبرگ به عنوان اقامتگاه سلطنتی تنها دو بار مورد استفاده قرار گرفت و هر دو این زمان در شرایط اضطراری بود. اولین بار پس از آن بود که کاخ کریستینسبورگ در سال ۱۷۹۴ سقوط کرد و دومین بار در سال ۱۸۰۱ در حمله انگلیسی به کپنهاگ بود.

## نگارخانه

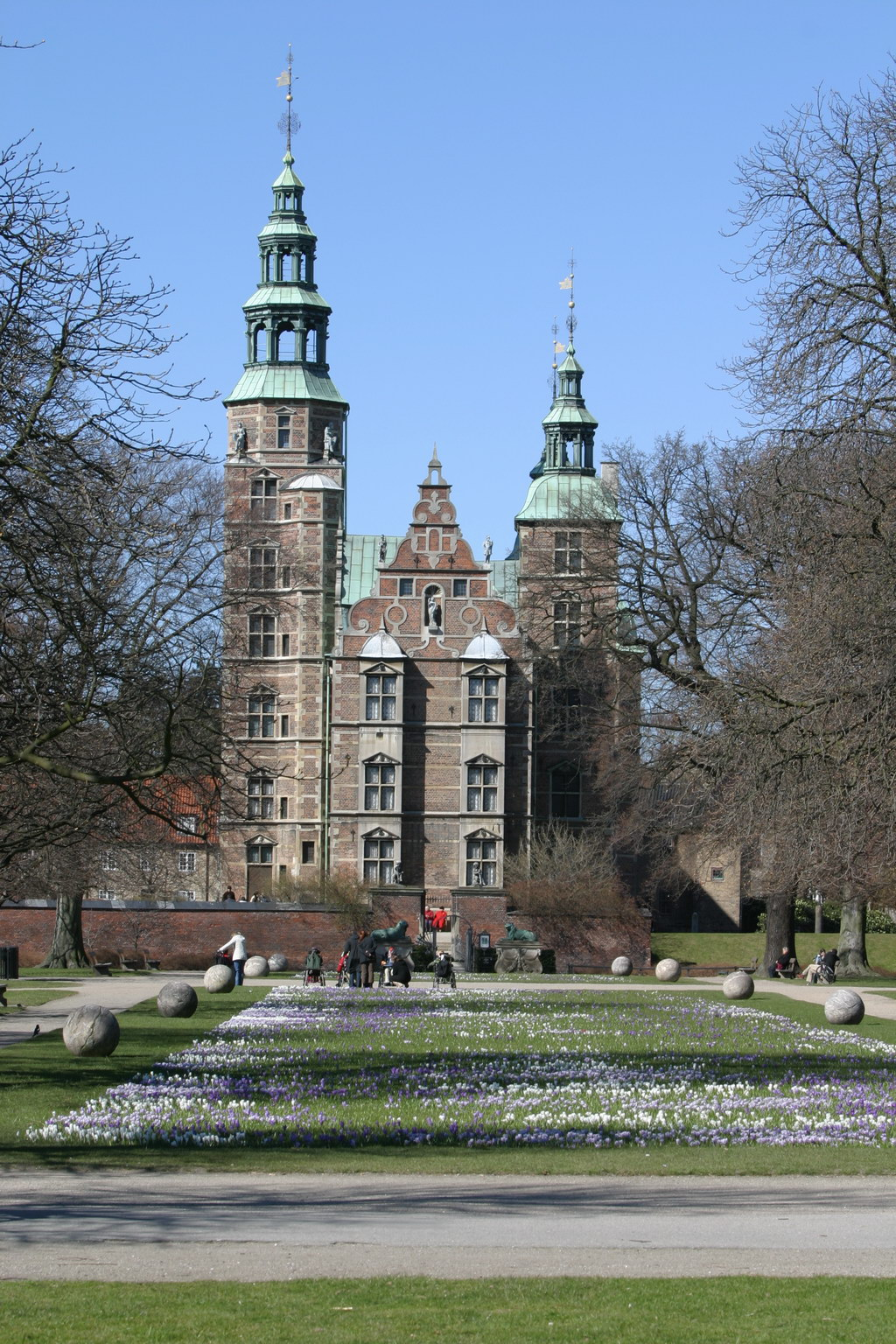
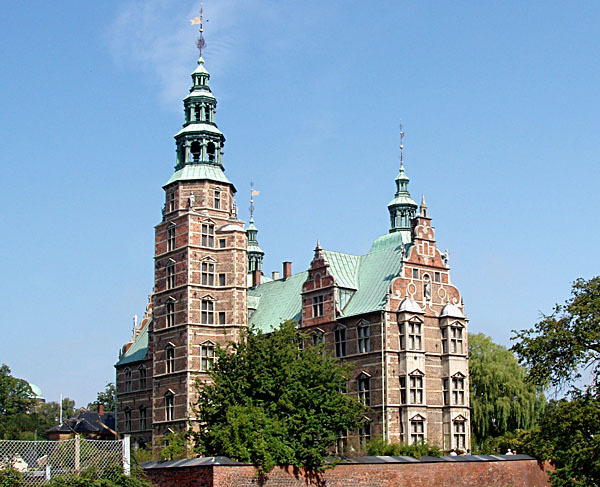
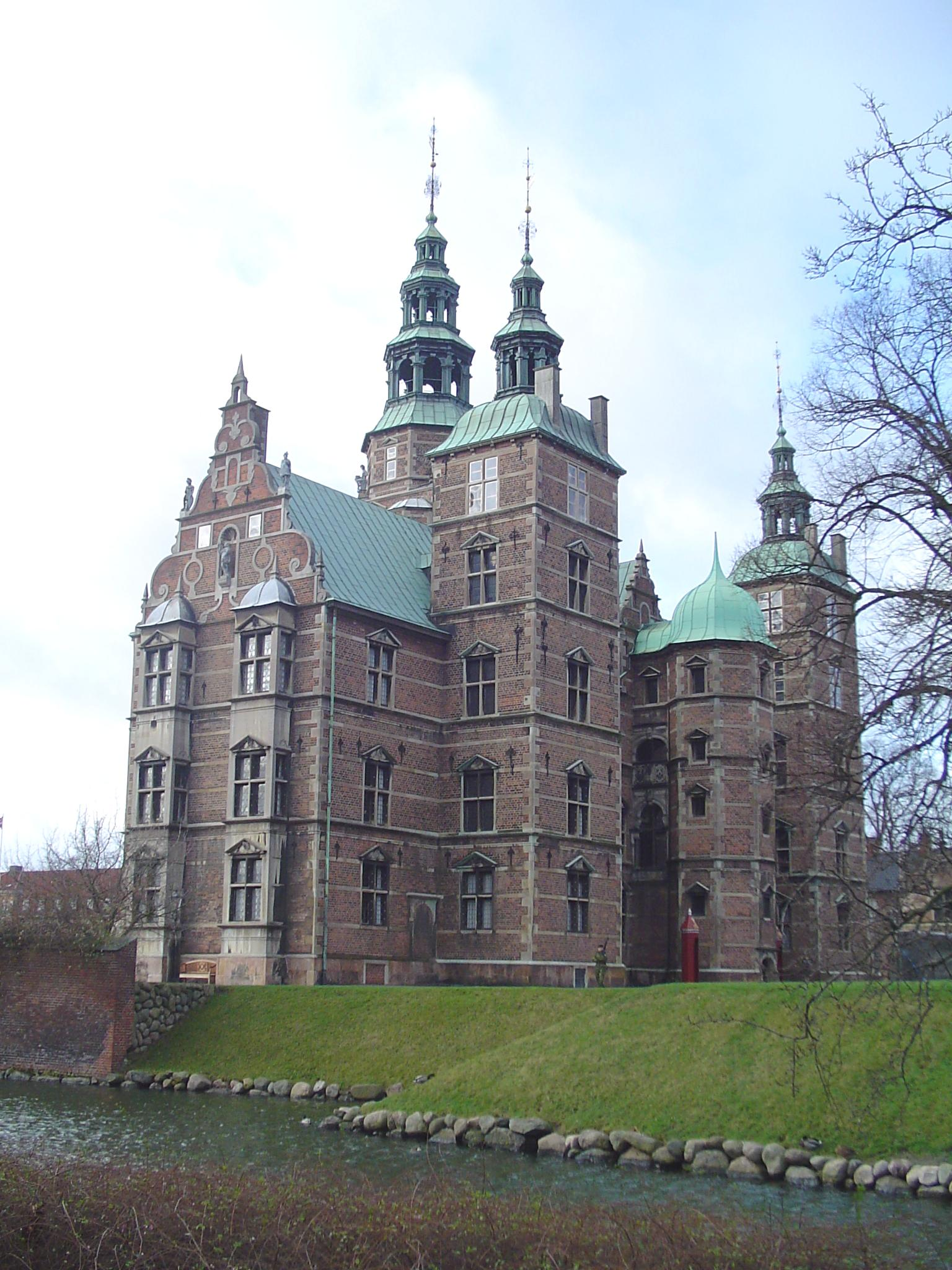
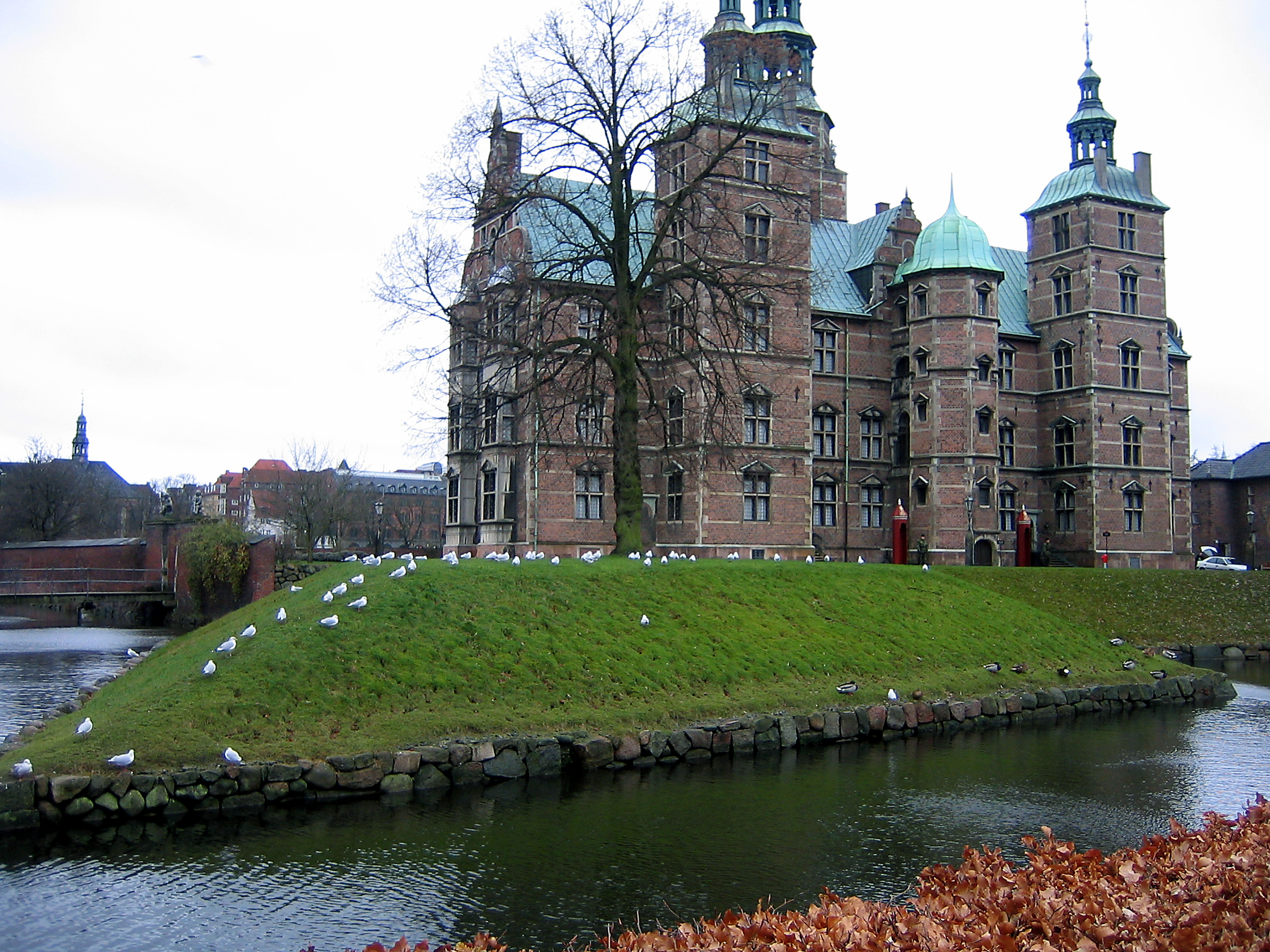
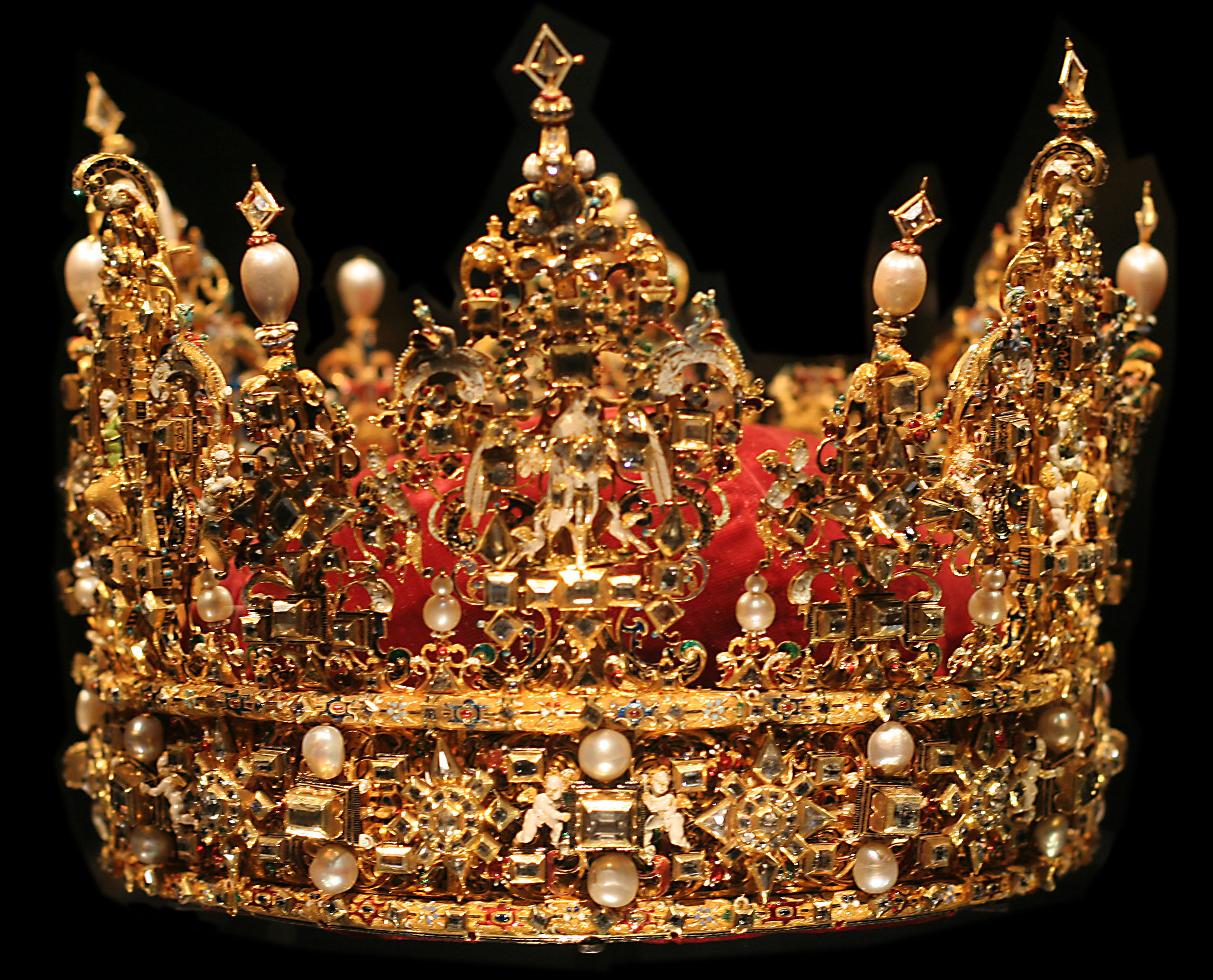
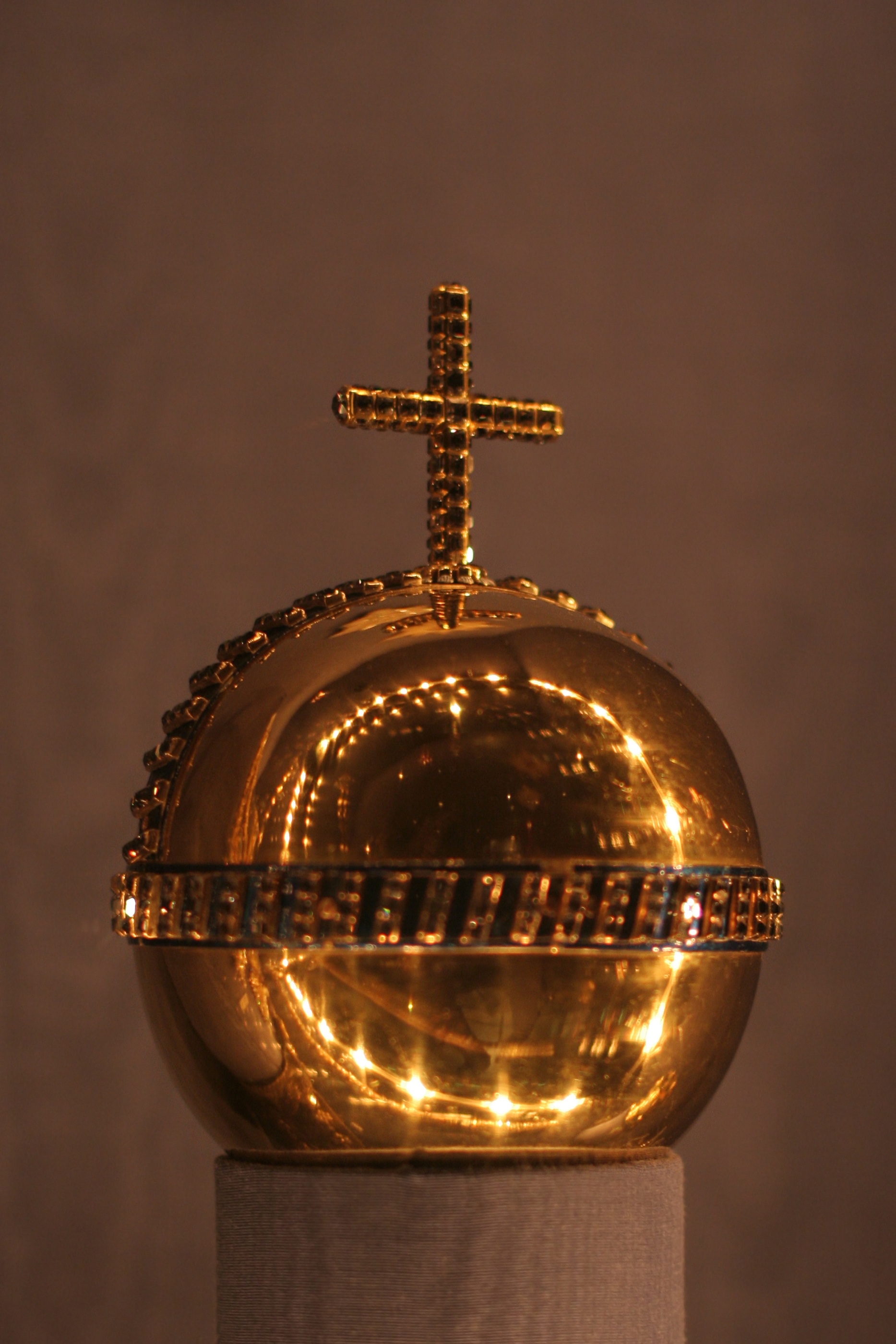